# Klösterlein Zelle

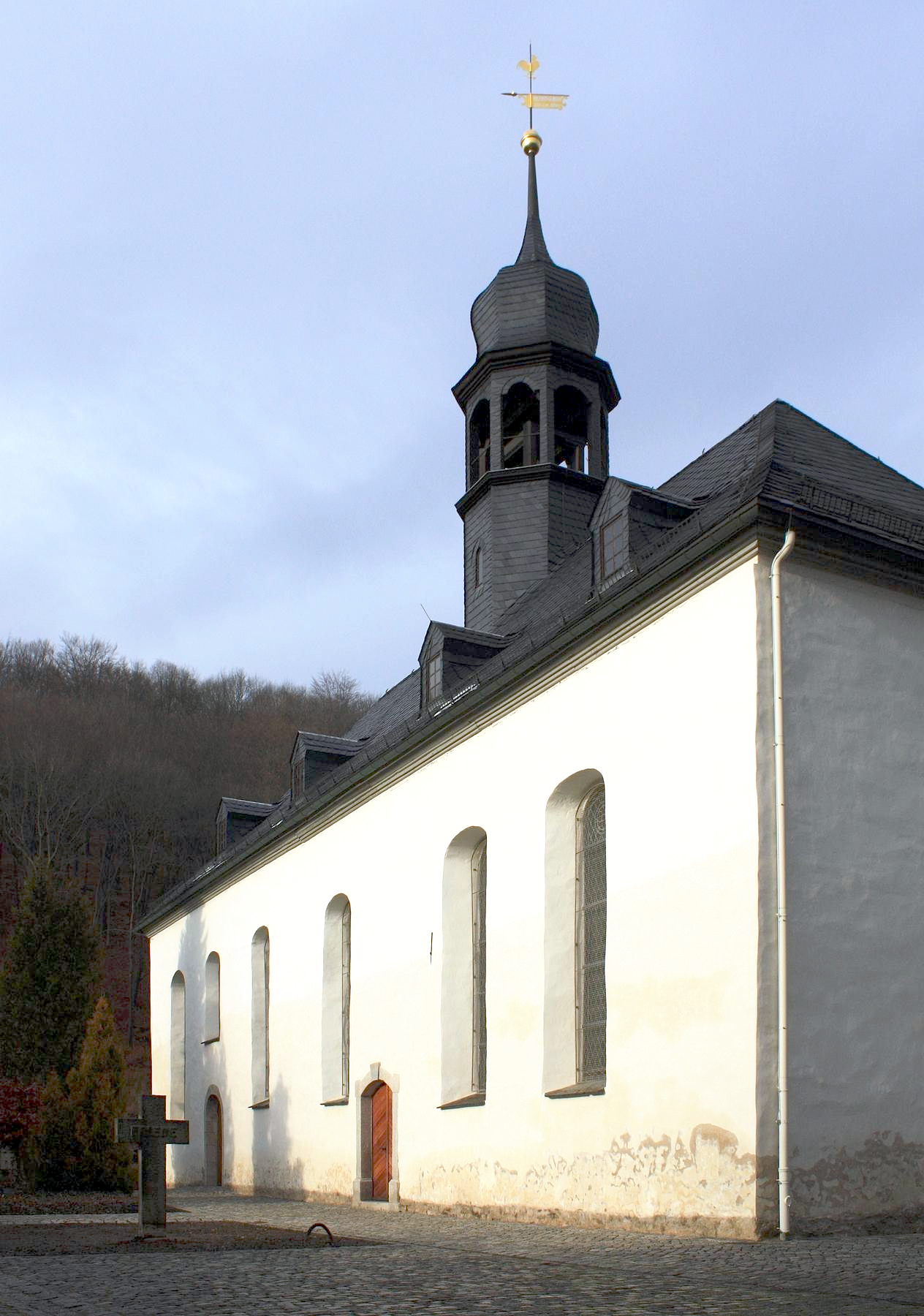
Klosterkirche (Südseite)
Teil der vorherigen Klosteranlage

Klösterlein Zelle ist ein ehemaliges Augustiner-Chorherren-Kloster im Aue-Bad Schlemaer Ortsgebiet Zelle in Sachsen. Es steht seit den 1970er Jahren unter Denkmalschutz.

## Geschichte
In der Nähe des Zusammenflusses von Zwickauer Mulde und Schwarzwasser im westlichen Erzgebirge stifteten in der zweiten Hälfte des 12. Jahrhunderts die Meinheringer das Augustiner-Chorherren-Kloster Zelle an der Mulde im Bistum Naumburg („Cellam […] iuxta fluvium Mulda“). Am 7. Mai 1173 beurkundete Kaiser Friedrich I. in der Reichsstadt Goslar auf Bitten Markgraf Ottos von Meißen, Meinhers I. von Werben und Dudos von Meineweh die Gründung des dem Heiligen Andreas – ein Andreaskreuz ziert das Wappen der Meinheringer – und der Heiligen Dreifaltigkeit geweihten Klosters. Vom Stifter erhielt es 60 Neubruch-Hufen im Pleißenland. Während der Kaiser die gestifteten Hufen dem Kloster zu freiem Eigen übertrug, verzichtete der Bischof von Naumburg auf den Bischofszehnt. Damit sind die 60 Hufen in den Dörfern Schlema, Aue, Bockau und Lauter zu lokalisieren, in denen das Kloster später Pfarreirechte innehatte.
Weil es über bescheidene Anfänge nicht hinaus kam, wurde das Kloster meist „Klösterlein“ genannt. Nach der Gründung des Klosters Grünhain 1230 trat es noch mehr in den Hintergrund. Im deutschen Bauernkrieg wurde es 1525 geplündert. Darüber ist Folgendes bekannt: während Ernst II. von Schönburg (1484–1534) als Oberkommandierender der Truppen Herzog Georgs von Sachsen im Kampf gegen die Bauernheere zur Schlacht bei Frankenhausen unterwegs war, kam es im Schönburgischen zu Bauernaufständen. Zwischen Zwickau und Stollberg lagerten am 6. Mai 1525 ca. 3000 Bauern. Am 7. Mai brachen sie in Richtung des Klosters Grünhain auf. Dabei schlossen sich weitere Bauern an, so auch aus den Orten Tilgen, Wildbach, Langenbach und Beutha. Die beiden Klöster Grünhain und das kleinere Cella in der Aue wurden gestürmt
Im Jahr 1527 wurde das Kloster im Zuge der Reformation aufgelöst und für 800 Gulden an den sächsischen Kurfürsten verkauft. Seitdem diente es als Rittergut.

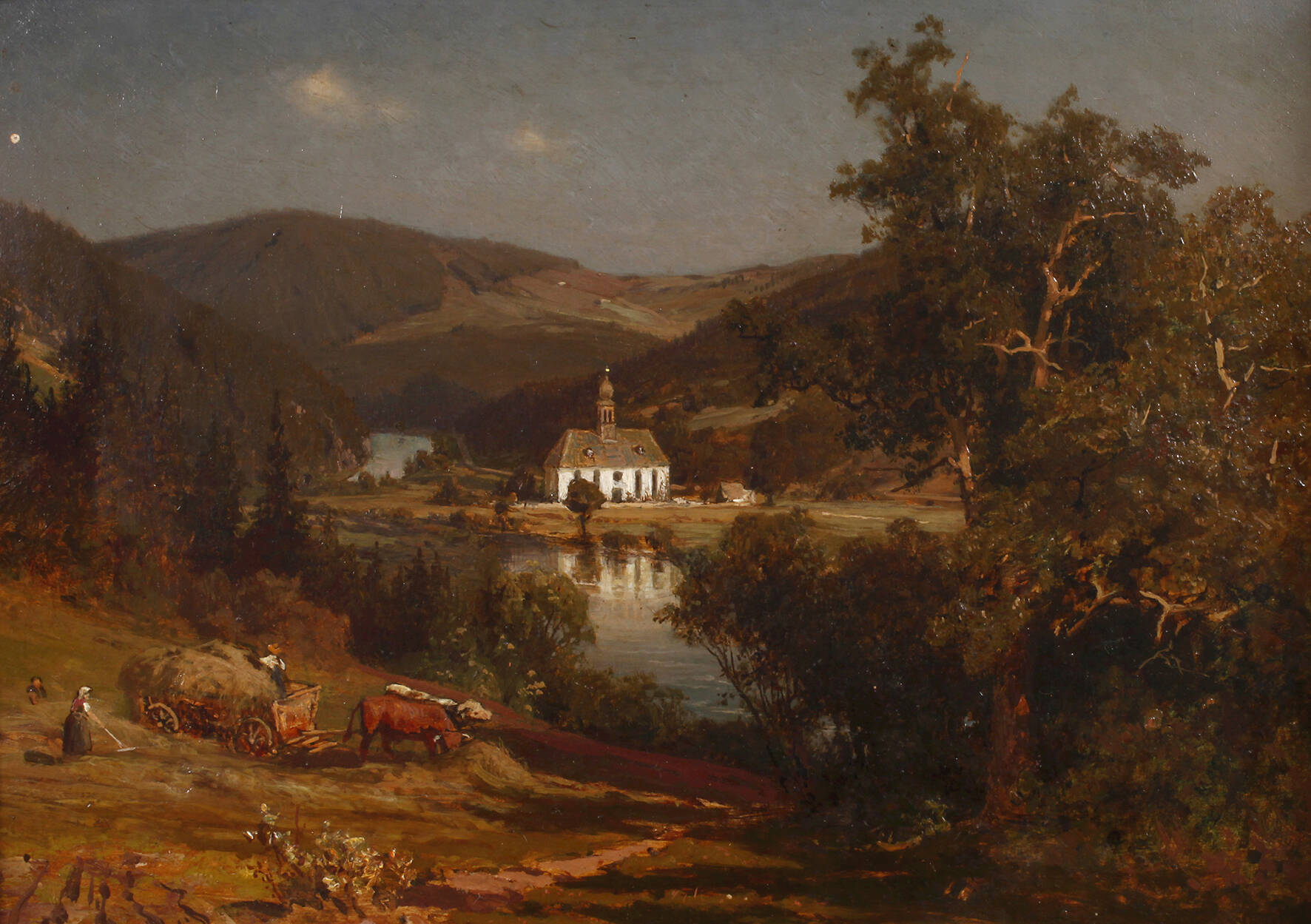
Olof Winkler: Klösterlein Zelle, 1888

Nach der Auflösung des Klosters wurde die Klosterkirche mit den eingepfarrten Dörfern Zelle und Niederschlema und dem neu geschaffenen Rittergut 1533 Filialkirche von Oberschlema. Nach 324 Jahren wurde dieses Tochterverhältnis 1857 gelöst und ein neues mit der Kirchgemeinde Aue eingegangen. Durch die in der zweiten Hälfte des 19. Jahrhunderts stark angestiegene Bevölkerungszahl ergab sich in Zelle der Wunsch, eigenständiges Kirchspiel zu werden. Am ersten Adventssonntag 1879 wurde der erste evangelisch-lutherische Pfarrer von Klösterlein Zelle in sein Amt eingeführt. Nachdem Zelle 1897 nach Aue eingemeindet und die Bevölkerungszahl erneut stark gestiegen war, wurde die ehemalige Klosterkirche zu klein. Als 1914 die neu erbaute Friedenskirche eingeweiht wurde, verlor sie ihre Funktion als Zeller Pfarrkirche und wird seitdem als Begräbniskapelle benutzt.
Nach der Wende, 1994 gründete sich ein Förderverein, der sich die Erhaltung und Sanierung der Klosterkirche zur Aufgabe gesetzt hat.

## Klosterkirche

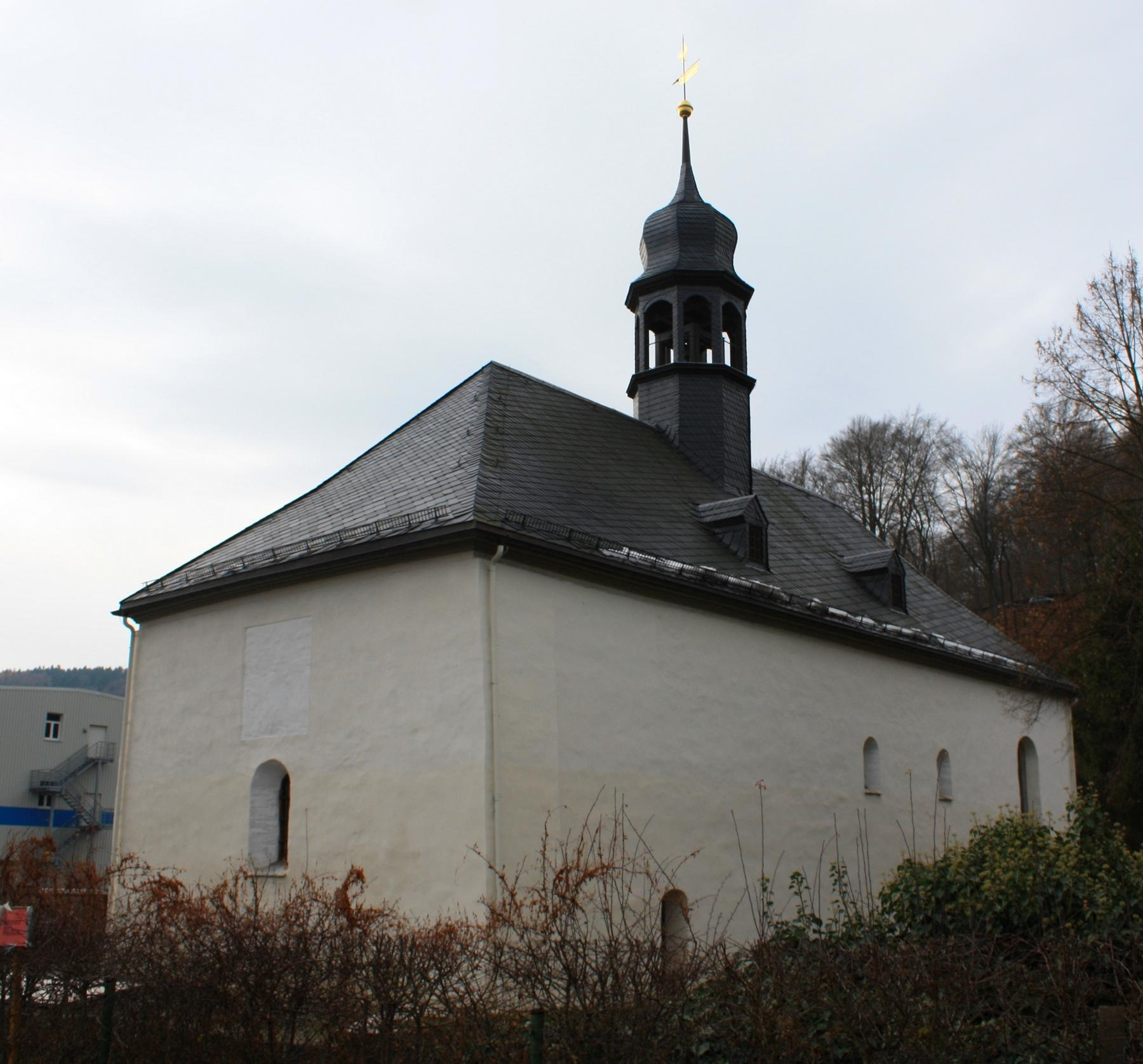
Klosterkirche mit Umriss des Putzritzgemäldes auf der Ostseite

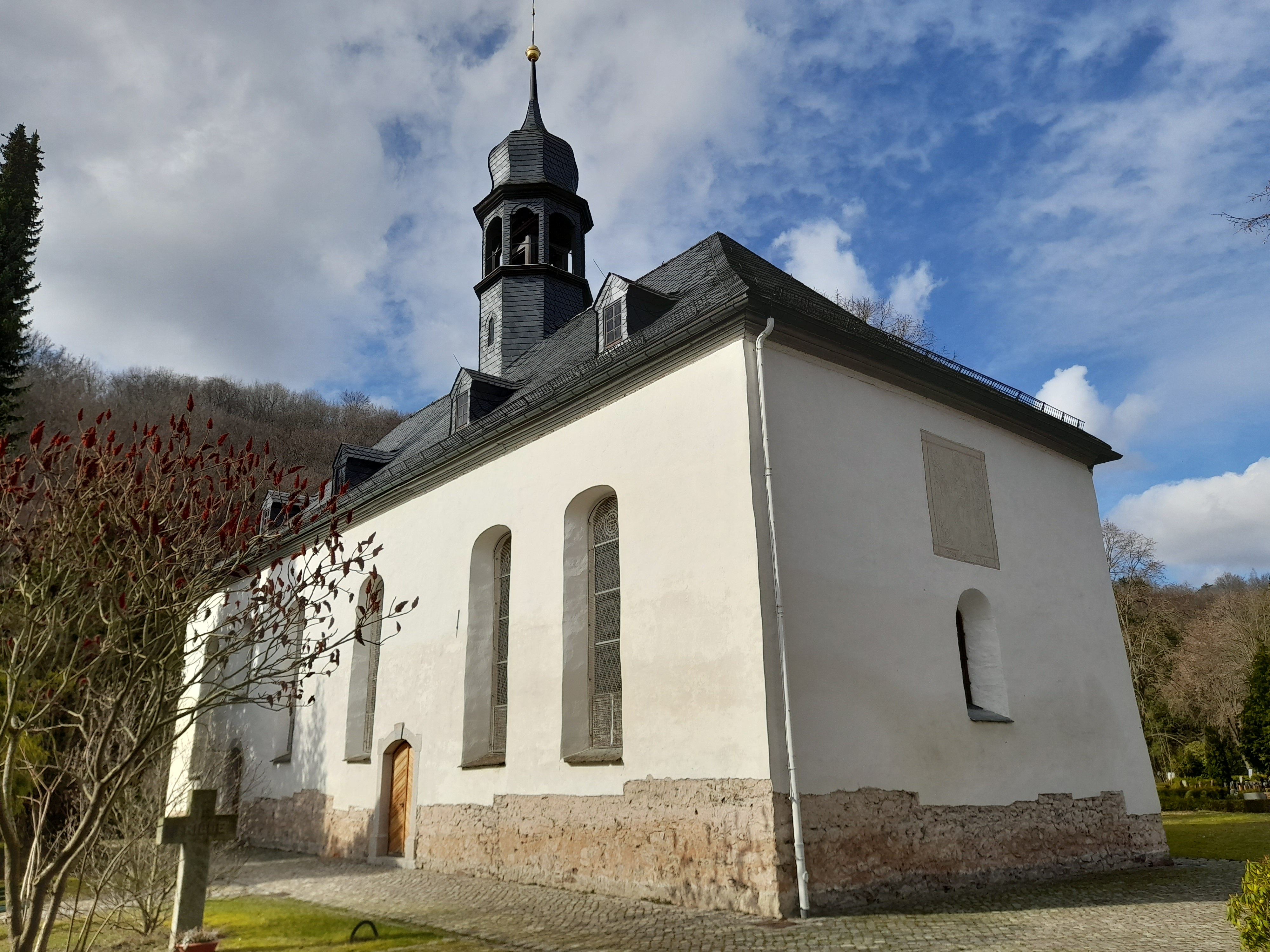
Kirche Klösterlein Zelle, Außenansicht mit Replik des Putzritzgemäldes

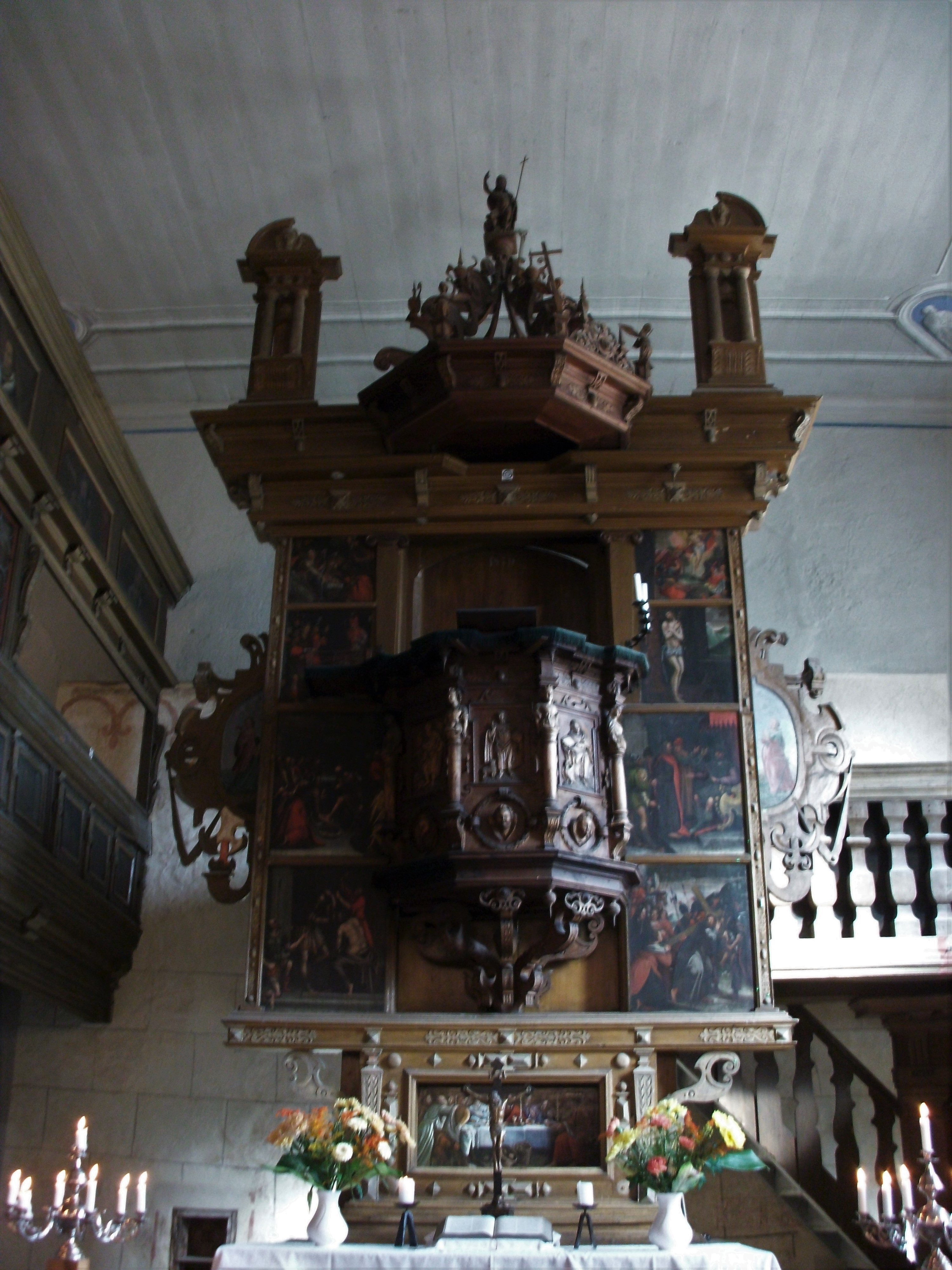
Kirche Klösterlein Zelle, Kanzelaltar

### Geschichte
Die frühere Klosterkirche wurde mehrfach baulich verändert und ist das einzige erhaltene Klostergebäude. Sie war ursprünglich der Jungfrau Maria geweiht.
Die Kirche ersetzte einen Vorgängerbau aus Holz und wurde seit der Auflösung des Klosters als Pfarrkirche der Gemeinde Zelle benutzt. Das Gebäude im überwiegend romanischen Stil erhielt sein jetziges Aussehen nach einer umfassenden Erneuerung 1758, bei der es verlängert und erhöht wurde. Die Kirche wurde bis 1900 mehrfach restauriert und wird seit ihrer Ablösung durch die neue Zeller Friedenskirche 1914 als Begräbniskirche benutzt. Im Jahr 1948 erfolgten einige Umbauarbeiten, u. a. wurde unter der Orgelempore eine Parentationshalle eingerichtet.
1998 wurden Dach, Dachreiter und Glockenstuhl komplett saniert. Die neue Wetterfahne ist mit SOLI DEO GLORIA / 1173 * 1998 bezeichnet. Nach der Rekonstruktion aller Türen und Fenster 1999 wurde von 2000 bis 2002 die Außenfassade saniert. Von 2002 bis 2004 wurde der Innenraum grundlegend erneuert. Von 2005 bis 2006 wurden Orgel und Kronleuchter überholt.
Ab November 2022 wurde der Altar restauriert und zur 850-Jahr-Feier zum Mai 2023 feierlich wieder eingeweiht werden. Die Arbeiten wie Beseitigung alter Farbschichten, Aufarbeitung der Vergoldung und Erneuerung beschädigter Holzteile führt Restaurator Roland Flachmann vor Ort aus.

### Architektur
Der einschiffige Putzbau mit geradem Ostschluss ist mit einem Walmdach gedeckt. Der Dachreiter hat eine barocke Haube.
Die Holzdecke im Innern ist flach. An drei Seiten befinden sich Emporen. Die Ostwand ist mit einer Nische, die seitlich mit vermutlich spätromanischen Figuren bemalt ist, und Resten von Wandmalereien versehen.
Altarretabel und geschnitzte Kanzel aus der 2. Hälfte des 17. Jahrhunderts wurden im 1758 zu einem Kanzelaltar zusammengefügt. Der Kanzelkorb ist mit Relieffiguren Christi und der Evangelisten gestaltet. Auf dem mit dem Erlöser bekrönten Schalldeckel befinden sich geschnitzte Engelsfiguren. An Stelle der Kanzel hing früher ursprünglich das große Kreuzigungsgemälde auf der Rückseite des Kanzelaltars.

### Ausstattung
Vor dem Altar befinden sich zwei oval mit Ährenschmuck besetzte Marmorgrabplatten für den Rittergutsbesitzer Carl Erdmann von Brandenstein und dessen Frau aus den 1820er Jahren. Nordöstlich unter dem Chor ist der Eingang zu einer ausgemalten Gruft aus dem 18. Jahrhundert. An der Schmalseite im Norden befindet sich eine Engelsfigur, gegenüber ein Kelch, seitlich Draperien.
Ein möglicherweise romanischer Hostienschrank ist mit einem Schachbrettmuster bemalt.
Die Tafelbilder sind seitlich mit Darstellungen aus der Passionsgeschichte versehen.
An der nördlichen Innenseite befindet sich eine barocke Patronatsloge. Die reich profilierte Brüstung ist mit zwölf gemalten Darstellungen aus dem Leben Christi versehen.
Der mit der Anfertigung eines weiteren Replikats vom Putzritzgemälde beauftragte Restaurator Roland Flachmann aus Dresden legte im Jahr 2023 auch gut erhaltene Ornamente frei, nachdem er alte Farbschichten vorsichtig entfernt hatte.

### Orgel
Die Orgel von Johann Gotthilf Bärmig (1814–1899) aus dem Jahr 1860 war zunächst in der alten Nikolaikirche Aue aufgestellt. Sie wurde vor deren Abriss 1895 nach Zelle verkauft. Die Firma Vogtländischer Orgelbau Thomas Wolf sanierte das Instrument 2005/2006. Die Orgel hat 15 Register auf zwei Manualen und Pedal und folgende Disposition:
| I. Manual C– |                     |       |
| 1.           | Principal           | 8′    |
| 2.           | Doppelflöte         | 8′    |
| 3.           | Octave              | 4′    |
| 4.           | Gemshorn            | 4′    |
| 5.           | Quinte              | 2 ⁄3′ |
| 6.           | Octave              | 2′    |
| 7.           | Cornett III (ab a0) |       |
| 8.           | Mixtur IV           |       |

| II. Manual C– |                  |    |
| 9.            | Lieblich Gedeckt | 8′ |
| 10.           | Viola di Gamba   | 8′ |
| 11.           | Principal        | 4′ |
| 12.           | Flauto           | 4′ |

| Pedal C– |              |     |
| 13.      | Subbaß       | 16′ |
| 14.      | Principalbaß | 8′  |
| 15.      | Cello        | 8′  |

- Koppeln: II/I, I/P
- Traktur: Schleifladen, vollmechanisch

### Geläut
Das Geläut besteht aus drei Stahlhartgussglocken, im Bochumer Verein gegossen. Der Glockenstuhl ist aus Stahl und die Joche sind aus Gusseisen, gekröpft, gefertigt. Im Folgenden findet sich eine Datenübersicht des Geläutes:
| Nr. | Gussdatum | Gießer          | Durchmesser | Masse   | Schlagton |
| --- | --------- | --------------- | ----------- | ------- | --------- |
| 1   | 1913      | Bochumer Verein | 2100 mm     | 3900 kg | gis°      |
| 2   | 1913      | Bochumer Verein | 1773 mm     | 2250 kg | h°        |
| 3   | 1913      | Bochumer Verein | 1490 mm     | 1350 kg | d′        |

### Putzritzgemälde

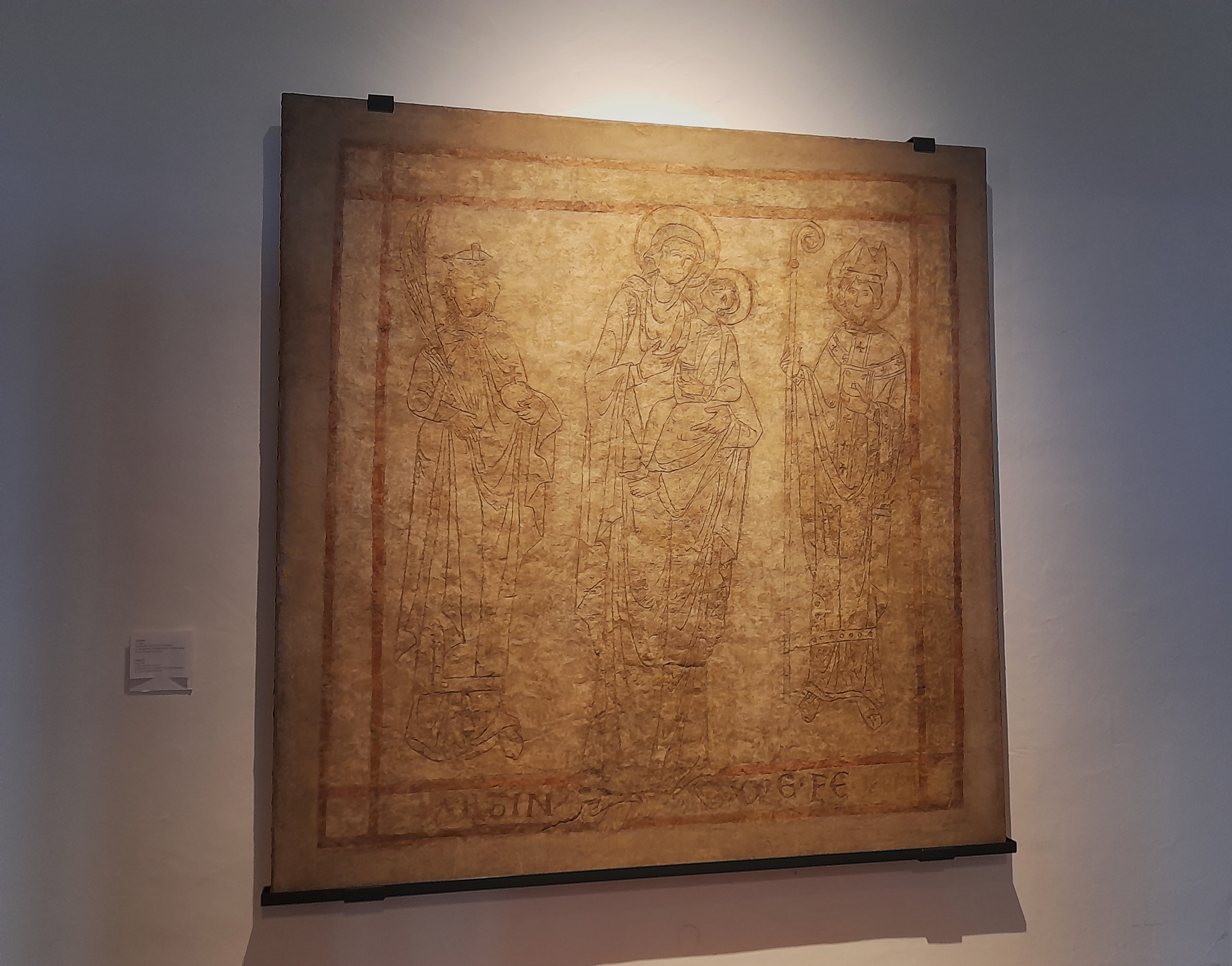
Putzritzgemälde von Klösterlein Zelle, Original im Schloßbergmuseum Chemnitz

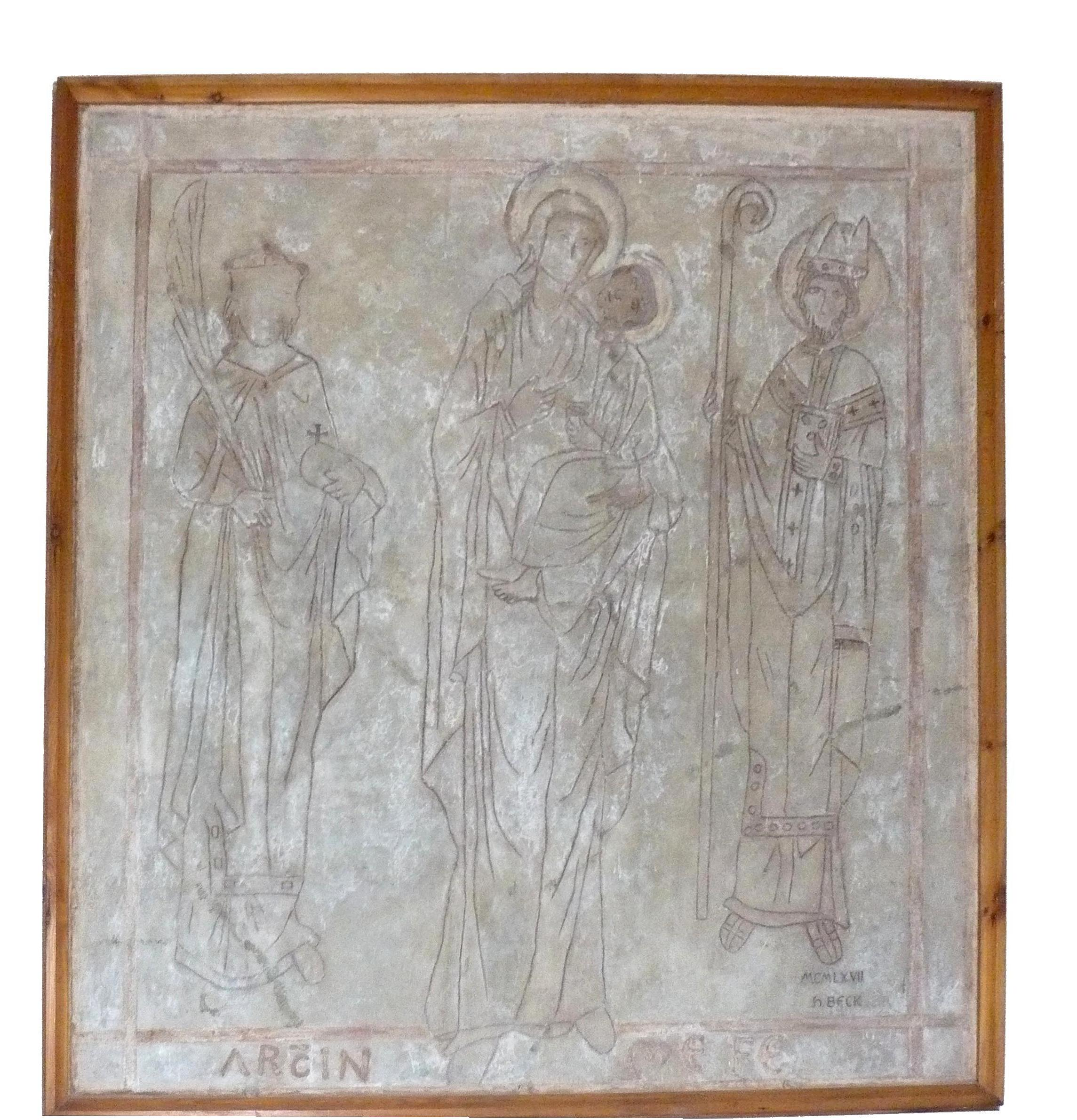
Kopie des Putzritzgemäldes in der Friedenskirche Aue-Zelle

Dieses recht unspektakuläre Bild zählt heute zu den ältesten und wertvollsten Kunstwerken Sachsens.

#### Entdeckung und Beschreibung
Als im Jahr 1881 eine Erneuerung des Außenputzes der Kirche vorbereitet wurde, entdeckte der Kunsthistoriker Cornelius Gurlitt an der östlichen Giebelwand die Spur eines Heiligenscheines. Zum Vorschein kam ein farbiges sgraffito-ähnliches Putzritzgemälde. Es zeigt im Zentrum Maria mit dem Jesuskind und links daneben einen Bischof mit Heiligenschein, der als Heiliger Nikolaus identifiziert wird. Rechts neben Maria ist (wahrscheinlich) Kaiser Friedrich I. Barbarossa dargestellt. Eine bruchstückhaft vorhandene Bildunterschrift „...artin me fe...“ ergibt den Hinweis, dass ein Martin das Gemälde gemacht hat. Nach genauen Untersuchungen wird die Entstehungszeit auf das Jahr 1230 datiert. Später hatte eine Spektralanalyse ergeben, dass das Bild schon um 1180 entstanden sei.

#### ‚Bilderwanderungen‘
Im Zuge der Auflösung des Klosters war das 2,23 m hohe und 2,15 m breite Gemälde überputzt worden und blieb dadurch der Nachwelt erhalten. Aus restauratorischen Gründen und durch den Einsatz des Heimatforschers Siegfried Sieber wurde es im Jahr 1934 abgenommen und in Dresden wiederhergestellt. Gegen den dauerhaften Verbleib dieses Gemäldes in Dresden sprach sich damals energisch der Kreiskulturwart Friedrich Emil Krauß aus.
Bis auf eine Auslagerung im Zweiten Weltkrieg war das Gemälde von 1937 bis 1967 im Städtischen Museum Aue ausgestellt und seit dessen Auflösung in der St.-Annen-Kapelle des Freiberger Doms zu sehen.
Eine von dem Heimatforscher Heinz Beck im Jahr 1967 angefertigte Kopie in Putz-Ritz-Technik und in Originalgröße ist im Vorraum der Friedenskirche (Aue-Zelle) zu besichtigen (siehe Foto).
Von etwa 2007 bis 2011 befand sich das Original im Kloster Altzella. Im Jahr 2011 wurde das Bild in der Landesausstellung Sachsen-Anhalt Naumburger Meister gezeigt. Danach beschloss die sächsische Landesregierung eine denkmalgerechte Restaurierung, mit der sich im Jahr 2012 eine Studiengruppe der Hochschule für Bildende Künste Dresden befasste. Es wurde anschließend dem Schlossbergmuseum Chemnitz übergeben.
Im Jahr 2013 sollte das Sgraffitobild in der Zeller Kirche einen Ehrenplatz im Innenraum erhalten. Das Klösterlein erhielt dazu eine Alarmanlage und eine Klimaautomatik. Die Zeitvorgaben für die Wiederkunft des Gemäldes an seinen historischen Platz wurden nicht verwirklicht, sondern es erfolgte zunächst eine Verschiebung auf das Jubiläumsfest 850 Jahre Stadt Aue. Fachleute haben dann aber vor allem aus konservatorischen Gesichtspunkten entschieden, das Original im Chemnitzer Museum zu belassen.

#### Rückkehr zum Klösterlein Zelle

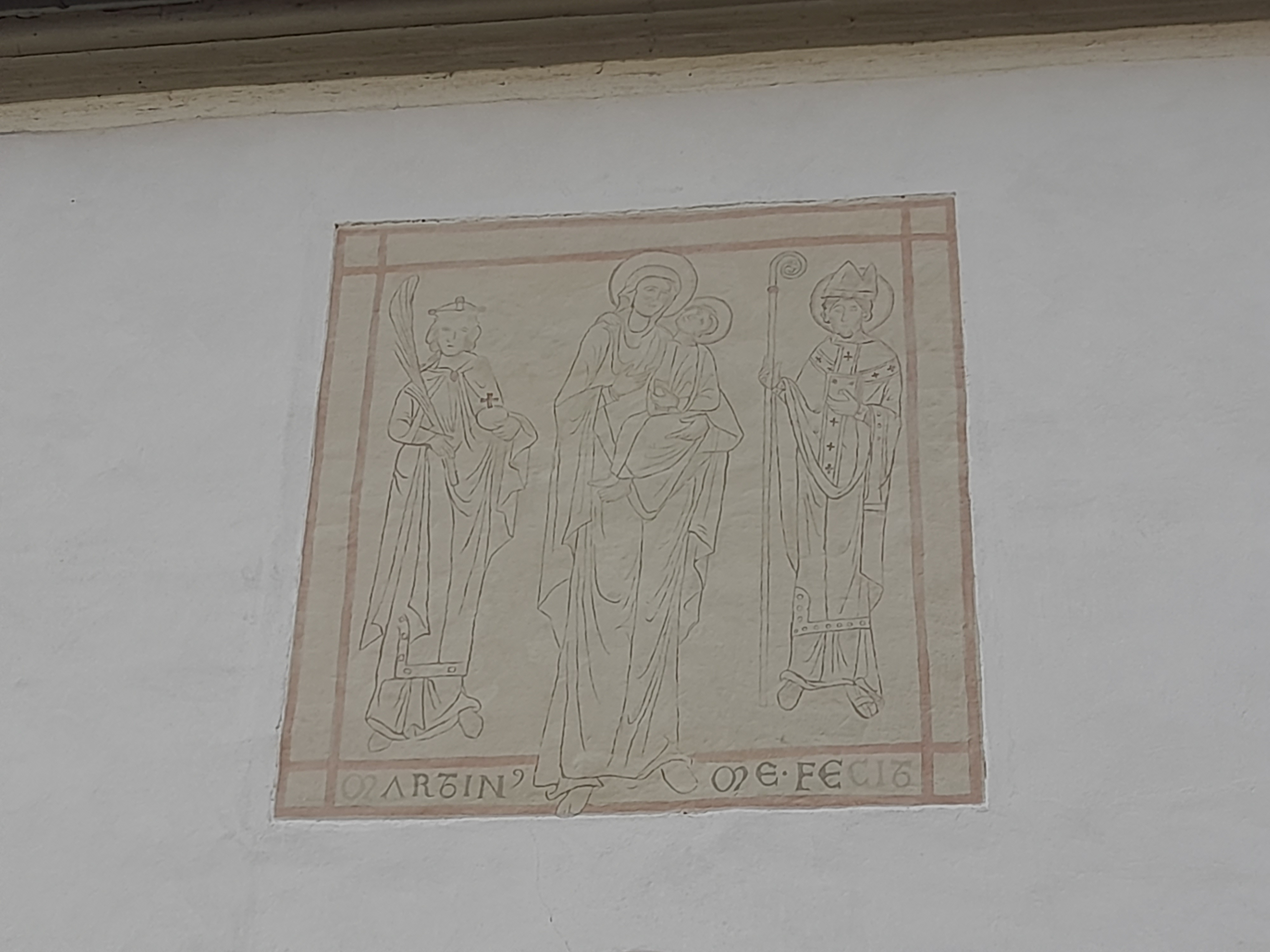
Putzritzgemälde von Klösterlein Zelle, Replik an der Kirche Klösterlein Zelle

Aus historischen und Denkmalschutzgründen wurde am 22. November 2023 an der Wand der Kirche an der Stelle des Original-Gemäldes auf dem Putzspiegel eine aufgemalte (nicht in den Putz geritzte) Kopie feierlich eingeweiht. Diese hat der Restaurator Roland Flachmann im Auftrag der Kirchengemeinde Aue-Zelle und mit finanzieller Unterstützung der Stadtverwaltung dort aufgebracht.

Der Oberbürgermeister von Aue-Bad Schlema, Heinrich Kohl betonte: 

„Das Putzritzgemälde zählt zu den wertvollsten und ältesten Kunstwerken im Erzgebirge und ist dementsprechend nicht nur identitätsstiftend, sondern auch ein wichtiger Besuchermagnet. Da die Kosten für Rückführung und denkmalgerechte Aufbewahrung zur Präsentation einschließlich den versicherungstechnischen Anforderungen nicht unerheblich sind, ist es verständlich, wenn das nicht sofort geleistet werden kann. Das ca. 2,40 m × 2,40 m große Putzritzgemälde ist ein echter Schatz. Es stammt aus dem 13. Jahrhundert. Die hohe Bedeutung wird selbst von Fachleuten immer wieder betont, denn es ist das erste bekannte, signierte Wandbild aus dem 13. Jahrhundert. Neben einem entsprechenden Alarmsystem muss in der Kirche für ein gutes (Luft)-Klima gesorgt werden. Solche Kunstwerke bevorzugen eine bestimmte Temperatur und eine solide Luftfeuchtigkeit. Die Replik ist ein guter Kompromiss. Unser Dank gilt auch dem Kirchenvorstand Aue-Zelle und Pfarrer Strobelt sowie Hans Beck für deren Engagement. Aber auch wenn das Putzritzgemälde vorerst in Chemnitz bleibt, ist es weiterhin lediglich eine Leihgabe an das Schlossmuseum und bleibt Eigentum der Kirchgemeinde Aue-Zelle.“

Der Pfarrer der Gemeinde, Rolf Strobelt, äußerte sich dazu wie folgt:

„Es ist mir eine große Freude, dass dieses Zeugnis des christlichen Glaubens, der vor 850 Jahren ins Erzgebirge kam, nun für alle sichtbar an der Außenwand unseres Klösterleins wieder angebracht wird und so zu sehen ist, wie das wohl die Menschen früher erblicken konnten.“

### Eine historische Inschrift
Im Spätherbst des Jahres 2017 legte der Schneeberger Restaurator Holger Blaugut bei weiter andauernden Restaurierungsarbeiten unter Putzschichten im Inneren der Kirche am Ostgiebel Schriftzüge frei. Historiker und Schriftexperten datieren sie auf die Zeit des Putzritzgemäldes. Die von der Kanzeltreppe größtenteils verdeckte Inschrift ist in gleicher Schriftart und Farbe gehalten wie die auf dem Putzritzbild. Sie konnte aber noch nicht entziffert werden, weil unklar ist, wie mit der Treppe verfahren werden soll.

## Nutzung
Die ehemalige Klosterkirche wird von der evangelisch-lutherischen Kirchgemeinde Aue-Zelle zu Gottesdiensten genutzt. Darüber hinaus gibt es Konzerte oder Leseabende, meist bei freiem Eintritt.

## Außenanlage

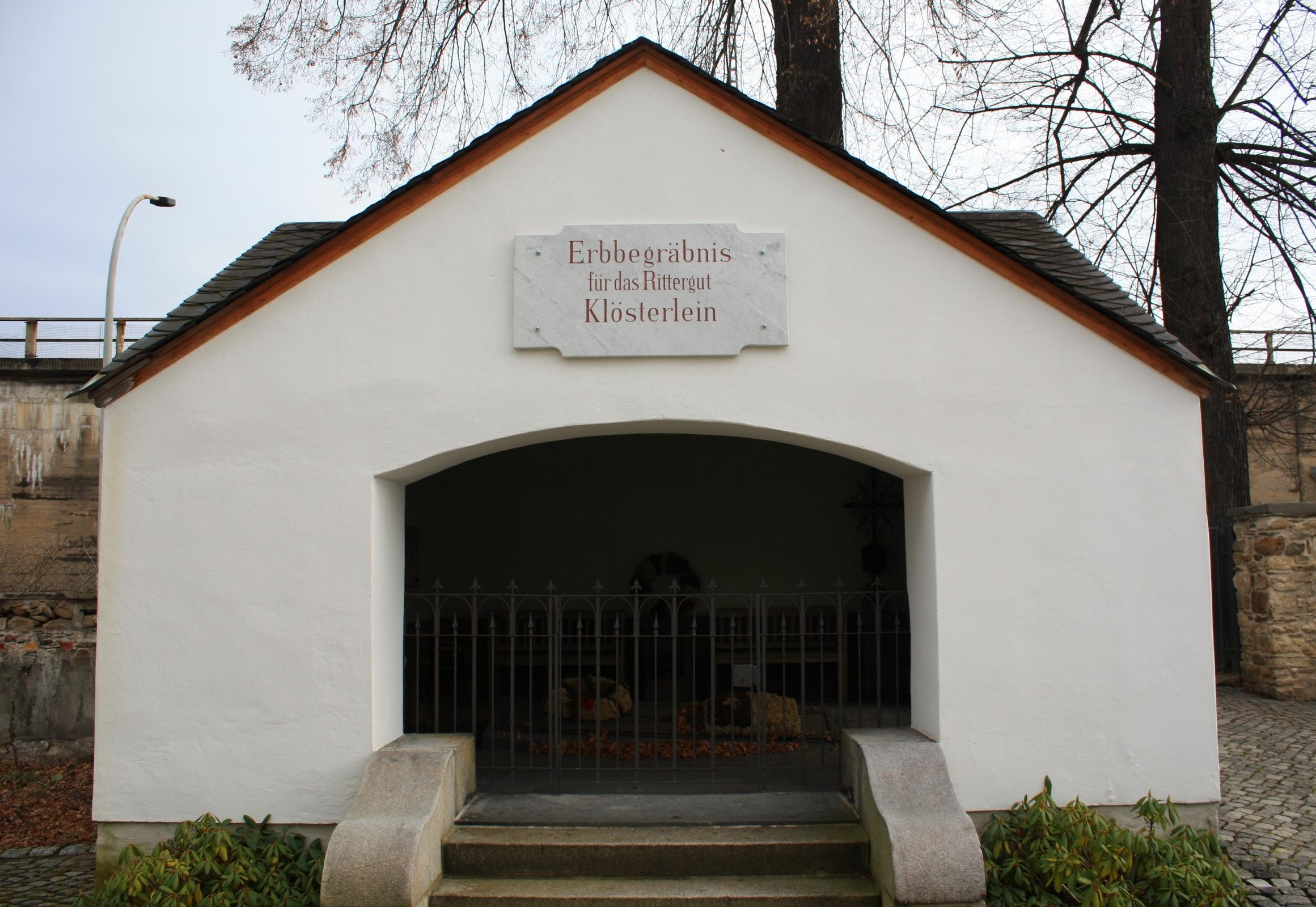
Erbbegräbnis für das Rittergut Klösterlein

Die Kapelle ist von einem Friedhof umgeben, der sich bis zur Zwickauer Mulde hin erstreckt. An der Westseite der Anlage befindet sich das Grab von Carl Erdmann Kircheis. Im Erbbegräbnis für das Rittergut Klösterlein an der Ostseite liegen u. a. dessen Schwiegersohn und Nachfolger Wilhelm Röll und dessen Frau Pauline begraben.

## Rittergut Klösterlein
Das heutige Büro- und Gewerbehaus Am Bahnhof 11 ging aus dem Vorwerk des 1527 aufgelösten Klosters hervor. Das repräsentative Herrenhaus wurde nach einem Brand 1816 von Johann Traugott Lohse wieder aufgebaut. Der zweigeschossige Putzbau hat ein hohes Mansardenwalmdach und stehende rundbogige Dachfenster. Die Fassade ist streng symmetrisch gegliedert und war ursprünglich mit zwei Segmentbogenportalen versehen, von denen das rechte zugesetzt wurde. Das starke Mauerwerk und die unregelmäßigen Gewölbe der hinteren Räume im Erdgeschoss und das zweijochige Kreuzgratgewölbe im Keller stammen vermutlich vom Vorgängerbau. Die Stuckdecken im Obergeschoss sind aus der Zeit der Erbauung erhalten. Dieses Herrenhaus ist ebenfalls ein gelistetes Kulturdenkmal von Aue.

Rittergut Klösterlein
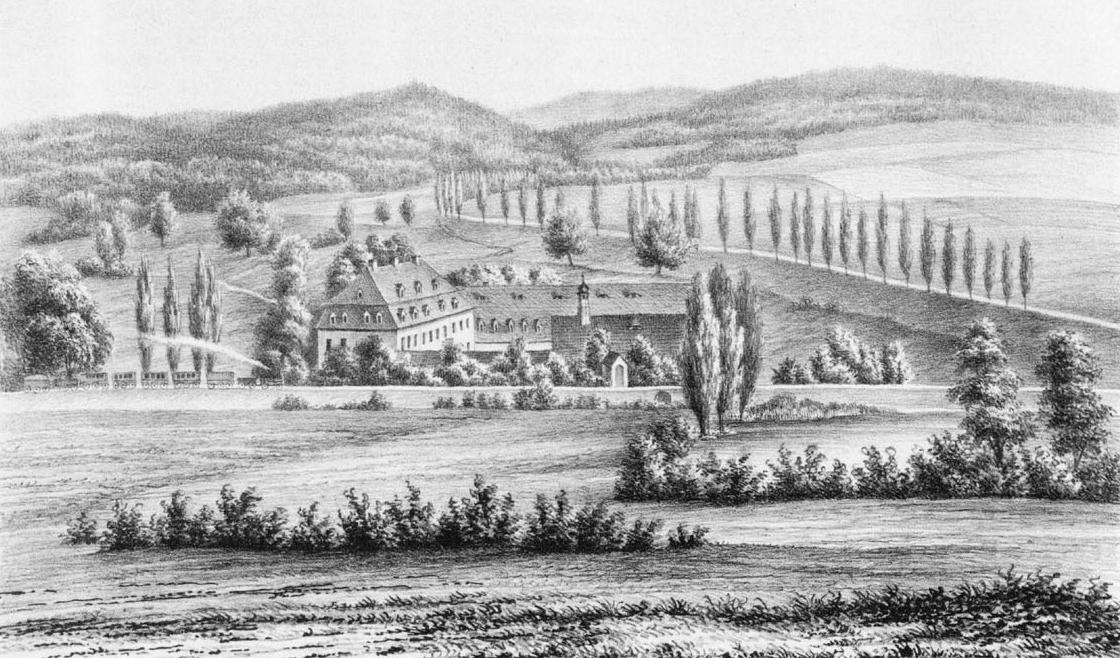
Rittergut 1856
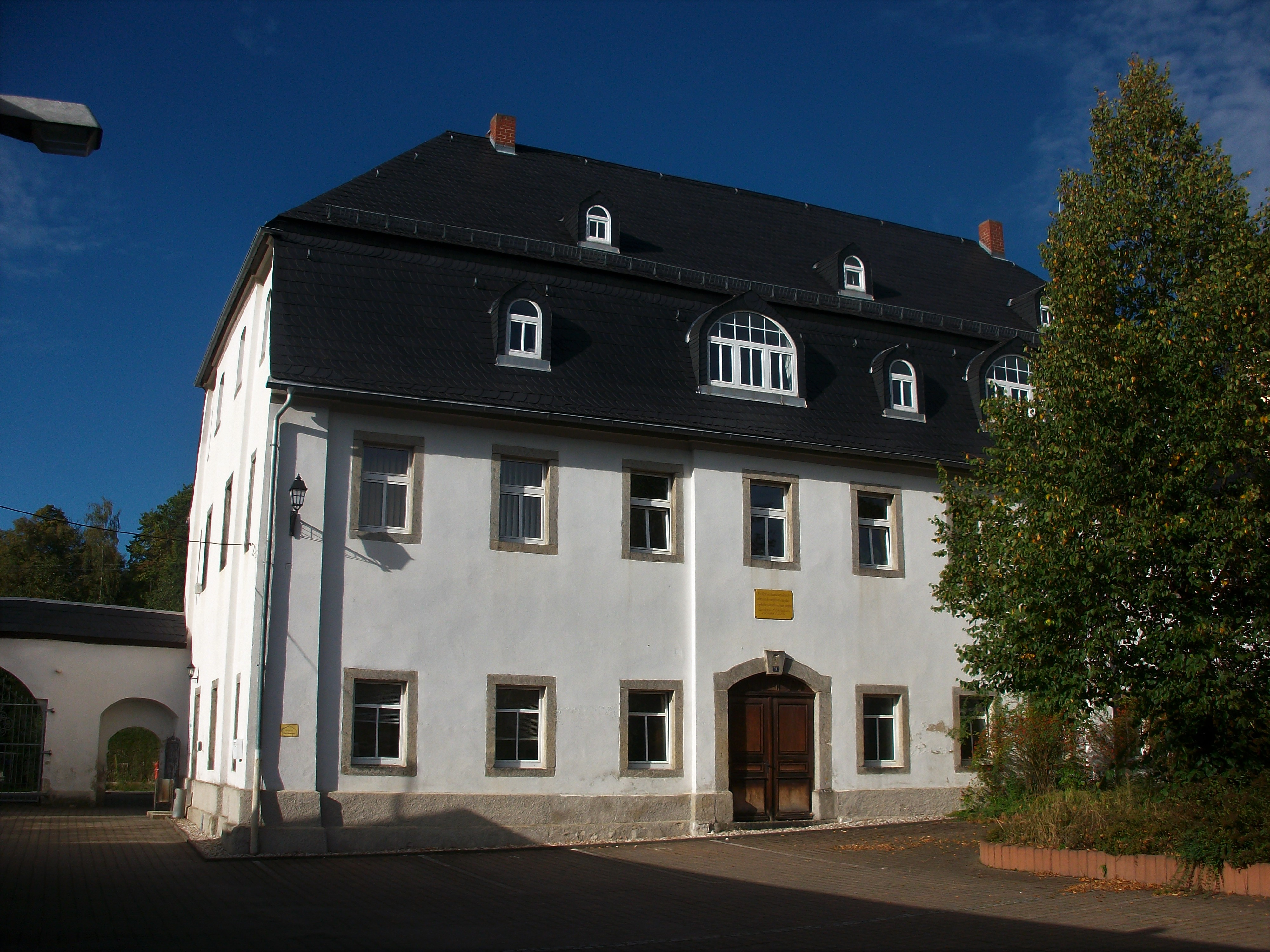
Hauptgebäude
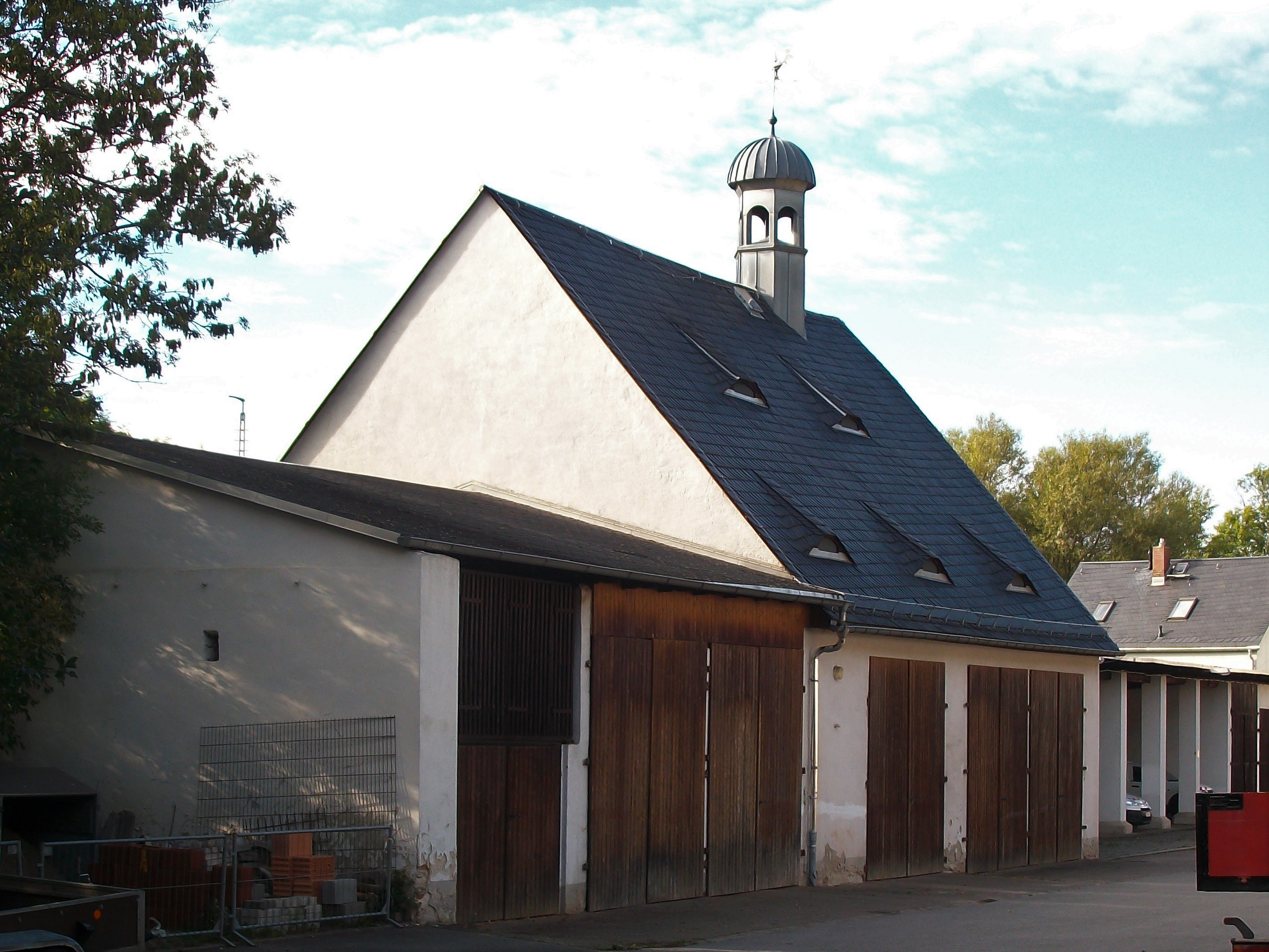
Seitengebäude
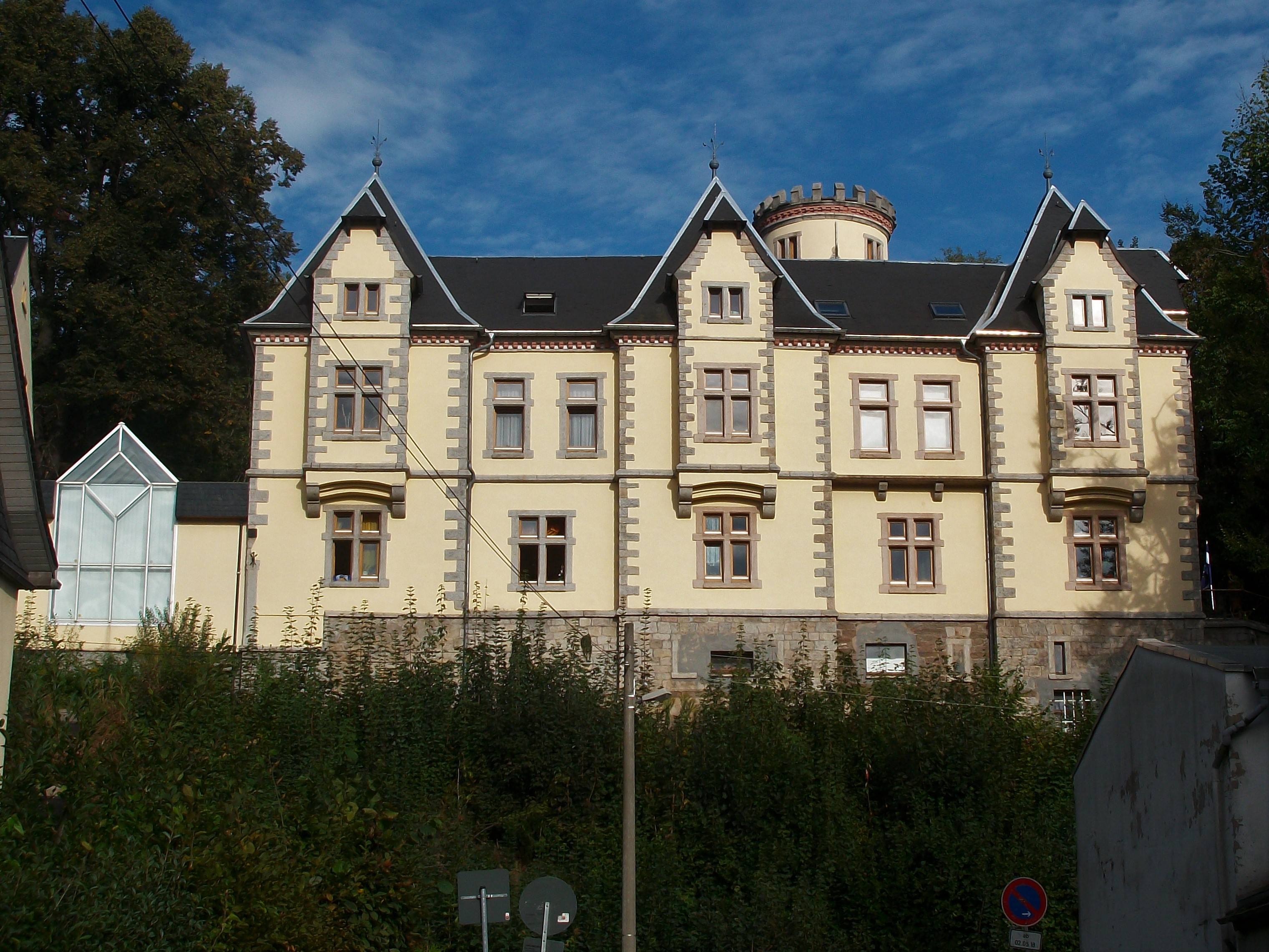
Villa Röll (Neues Herrenhaus)
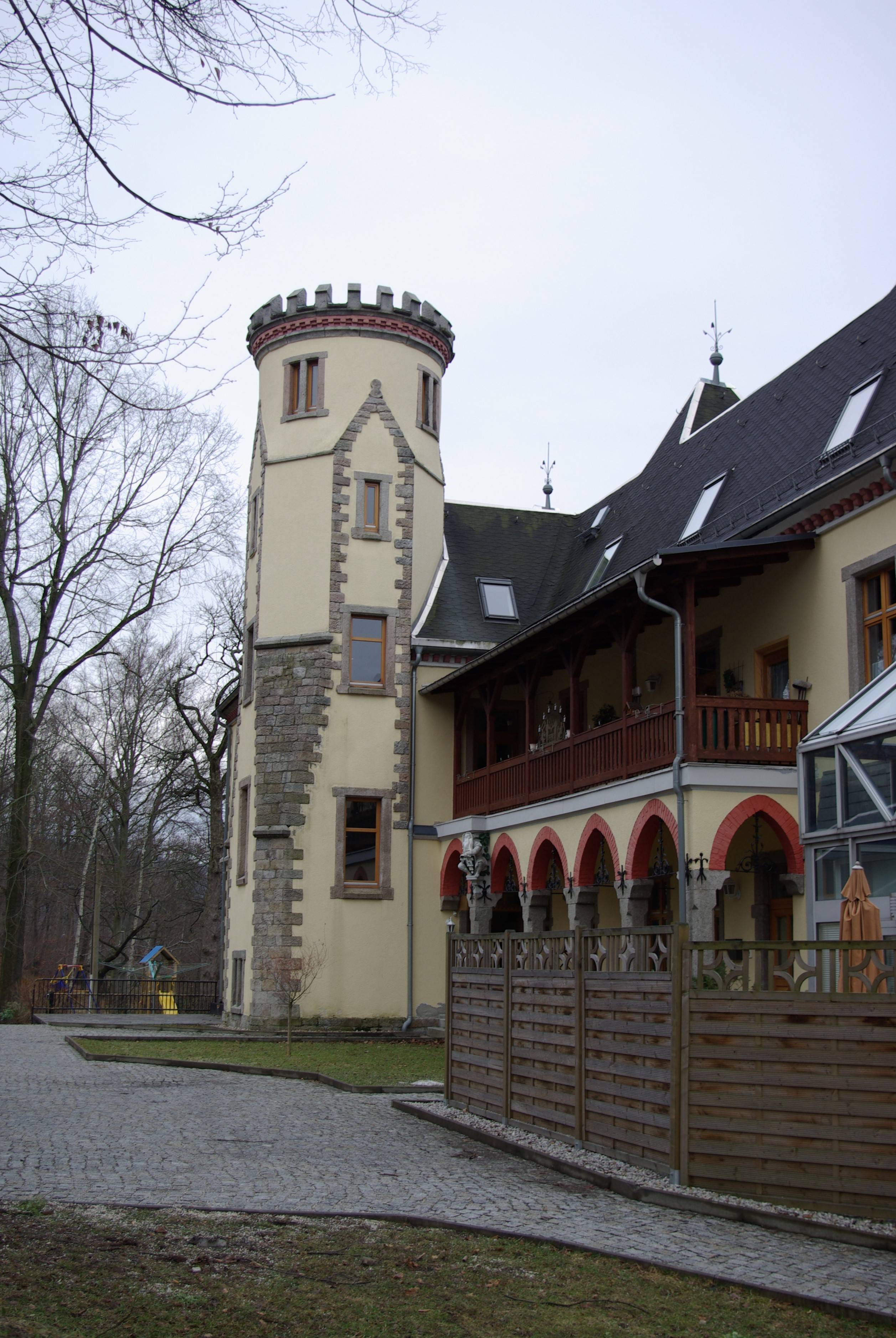
Villa Röll, Ansicht von hinten